# Branimir Bajić
Pour les articles homonymes, voir Bajić.
Branimir Bajić est un footballeur bosnien, né le 19 octobre 1979 à Velika Obarska en Bosnie-Herzégovine. Il évolue comme arrière gauche ou stoppeur.

## Palmarès
- FK Radnik Bijeljina
  - Champion de D2 de Bosnie-Herzégovine en 1999.
- FK Partizan Belgrade
  - Champion de RF Yougoslavie en 2002.
  - Champion de Serbie-et-Monténégro en 2003 et 2005.
  - Vainqueur de la Coupe de RF Yougoslavie en 2001.
- MSV Duisbourg
  - Finaliste de la Coupe d'Allemagne : 2011